# دون إدموندز
دون إدموندز (بالإنجليزية: Don Edmunds)‏ هو سائق سباق ومهندس أمريكي، ولد في 23 سبتمبر 1930 في سانتا آنا في الولايات المتحدة.